# Nelson's Pillar

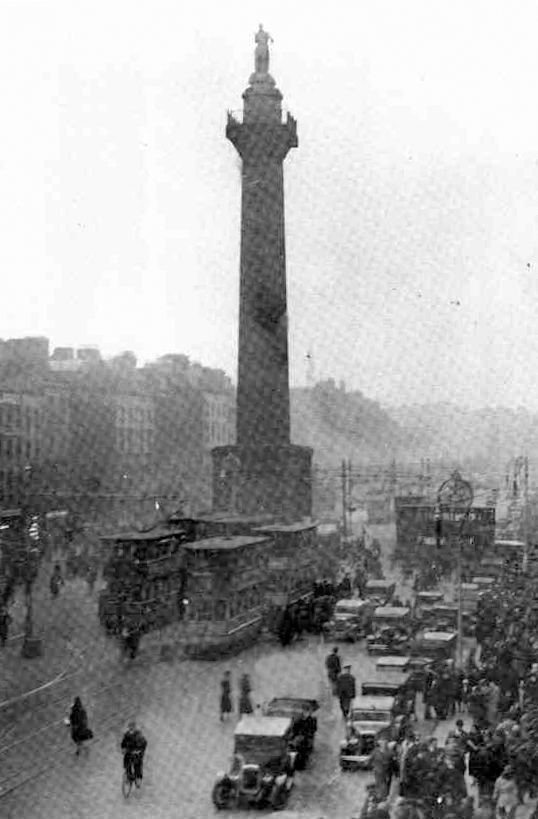
De zuil op een ongedateerde foto, vermoedelijk uit de jaren 1930 - 1945

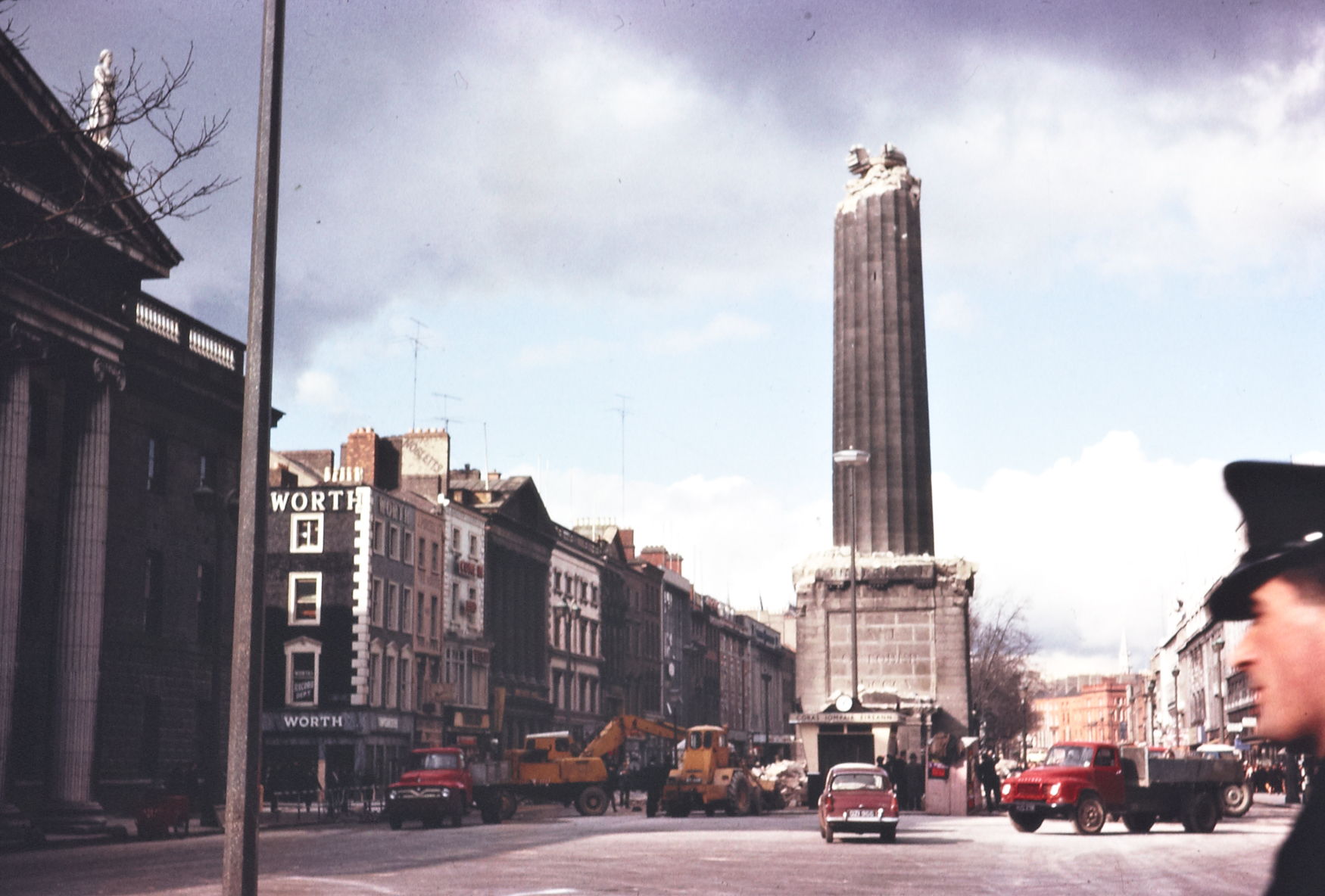
Nelson's Pillar op 8 maart 1966, na de aanslag

Nelson's Pillar (of kortweg The Pillar, in het Nederlands: de Nelson-zuil en in het Iers: Colún Nelson) was een granieten erezuil met daarop een standbeeld van Horatio Nelson. Het geheel was 40,80 meter hoog en stond in het midden van O'Connell Street in Dublin, tegenover de General Post Office. De zuil was een eerbetoon voor Nelsons overwinning in 1805 tijdens de Zeeslag bij Trafalgar, in een tijd dat Ierland deel uitmaakte van het Verenigd Koninkrijk. De bouw werd voltooid in 1809.
In de aanloop naar het tiende lustrum van de Paasopstand van 1916 gingen er van republikeinse kant steeds meer stemmen op om de zuil, een controversieel eerbetoon aan een Engelsman, te verwijderen. In de nacht van 8 maart 1966 scheurde een explosie de bovenkant van de zuil af, zodat het standbeeld tussen honderden tonnen puin naar beneden stortte. De explosieven waren geplaatst door Ierse republikeinen, vermoedelijk IRA-leden, maar er is nooit iemand voor de daad vervolgd. De restanten zijn een week later gecontroleerd opgeblazen door het Ierse leger. Sinds 2003 staat op dezelfde plek The Spire, een dunne stalen naald van 120 meter hoog.